# Esperimento Elitzur-Vaidman
Si definisce effetto o esperimento Elitzur-Vaidman (da Avshalom Elitzur e Lev Vaidman dell'Università di Tel Aviv, i primi a trattarlo teoricamente) ogni procedura che permetta di rilevare empiricamente, con modalità quantomeccanica, un qualsiasi elemento/bersaglio senza che alcun indicatore, di qualunque genere e natura (materia o radiazione), abbia interazione con esso: possibilità, questa, esclusa dalla meccanica classica (pre-quantistica).
L'essenziale schema del procedimento è contemplabile nelle funzioni dell'interferometro di Mach-Zehnder, col quale si può esaminare la dinamica di osservabili quantici che devono muoversi (diretti mediante strumentazione ottica), con equivalenti probabilità, su corsi alternativi (in genere due) predisposti nel suo apparato; senza che, nei punti chiave per l'esito raggiungibile, le proprietà casualmente assunte dagli osservabili (l'alea della casualità è importante) vengano misurati. La tappa conclusiva della prova determina l'attivazione distinta di sensori posti all'uscita dopo ognuno dei tragitti praticabili dall'oggetto quantico operativamente impiegato. La segnalazione di qualcuno dei sensori/rivelatori attesta le proprietà risultanti di tale osservabile (in questo tipo di osservazione una quantità elettromagnetica) in merito a previsioni corrispondenti a relative ipotesi pre-elaborate.
La descrizione in dettaglio del processo può tornar utile al chiarimento della peculiarità quantomeccanica, teorica e pratica, e di alcune sue basiche previsioni divergenti da quelle fisico/classiche.

## Quadro teorico
Il principio è uno sviluppo del processo di diffrazione nell' "archetipico" esperimento della doppia fenditura" (in versione quantomeccanica), in cui un raggio di luce è trasmesso verso alcune fessure/aperture (in genere in quantistica se ne provano due e quattro) commisurate affinché esso possa imboccarle entrambe.
Per l'esecuzione dell'esperimento l'intensità (elettromagnetica) emessa può consistere anche d'un solo quanto alla volta (inteso come "unità d'energia localizzabile e discreta"), il fotone (ovviamente senz'energia o materia incidentalmente interposta che lo disturbi). [Per raggiungere il non facile scopo (visto che una consueta lampada da qualche decina di watt emette al secondo una cifra di fotoni numerabile con 1 seguito da 19-20 zeri) si minimizza al massimo un monocromatico impulso di luce.] Va sottolineato che ogni fascio di raggi può venir spezzato, diviso o percepito parzialmente, ma non ogni singolo quanto fotonico di cui è composto: "...non si riceve mai l'energia di solo mezzo fotone...o di qualsiasi altra frazione di fotone" (in ossequio al principio formulato da Planck)]. Se non s'osserva nessuna di suddette fessure aperte, ignorando dunque in quale va il raggio quantico, allora è come se esso l'attraversasse tutte simultaneamente, interferendo con sé stesso e proiettando la corrispondente configurazione su un'eventuale lastra fotosensibile finale. Se v rappresenta la possibilità di superare una fenditura(α) e w l'altra(β) (in quantistica v e w implicano anche quantità espresse in numeri complessi) vuol dire che si concretizza realmente la rispettiva somma di ampiezze di probabilità = v per (α) + w per (β) (in condizione normalizzata per cui i relativi moduli |v|2 + |w|2 = 1) Infatti raddoppiando le fenditure le aree buie causate da interferenza distruttiva aumentano invece di ridursi. (Tali criteri sono empiricamente confermati per particelle dotate di massa e loro legami almeno fin alla dimensione d'una molecola).
Qui il basilare interferometro "Mach-Zehnder" subentra per l'utilità che offre la funzione del suo circuito interno, configurabile in due tracciati prestabiliti. Circuito ottico ove soli quattro specchi di due semplici tipologie sono in grado, guidando appositamente l'impulso elettromagnetico coerente (o anche un unico fotone) di biforcarne probabilisticamente il tragitto, mostrando la correttezza di quest'originale aspetto della dinamica quantomeccanica.
Definiamo che le due metà del circuito, percorribile dai raggi, siano geometricamente speculari una all'altra. Fino alla soglia d'uscita in cui i probabili percorsi seguiti convergono, permettendo alla luce, precedentemente scissa in separate vie, di riacquisire le caratteristiche (orientamento, polarità, ecc.) possedute al suo iniziale ingresso. Se ciò avviene la traiettoria del raggio fuoriesce con la stessa direzione avuta al momento in cui lasciò la sorgente (consideriamo un laser) esterna, dando ragione alle previsioni teoriche.
Per meglio valutare l'effetto (Elitzur-Vaidman) è bene osservare i processi d'una sola particella (o quanto) di luce: visualizzando idealmente il singolo fotone f come una minuscola sfera indivisibile, e delineandone il moto in rapporto a ognuna delle due tipologie di specchi con cui qui esso potrà interagire. Uno specchio con riflessione completa e uno semiargentato: qui la notazione (S) denota quello su cui f rimbalza sempre e (S-1/2) l'altro semiargentato, ponendo che quest'ultimo sia preparato per riflettere luce solo al 50% e per l'altro 50% resti trasparente.
Quindi f nel contatto con (S) viene sempre completamente deviato nella traiettoria/direzione spaziale determinata da (S); se invece f interseca (S-1/2) il suo cammino si complica: ché se casualmente ne tocca la metà trasparente la oltrepasserà senza difficoltà, se invece si trova intercettato dalla metà argentata rimbalzerà mutando traiettoria e dirigendosi sull'altra via praticabile. In sintesi: incontrando (S-1/2) f ha medesime probabilità (il 50% per ciascun caso) o di venir riflesso oppure di proseguire tenendo la sua precedente e iniziale andatura. Questo coincide con la teoria non quantistica e classica, ma poiché per essa f può imboccare, sempre, solo una delle vie suddette, esiste la peculiare condizione in cui le attese della prospettiva classica e di quella quantomeccanica si differenziano.
Ciò avviene se manca l'atto osservativo dell'influenza di (S-1/2) su f: ovvero se, nello specifico, rimane indistinta qual è la sua traiettoria/direzione risultante fra le due disponibili. Allora qui, almeno ai soli fini del calcolo per gli esiti ottenibili: il singolo f è come se si spostasse lungo ambedue i percorsi successivamente correlati all'incontro con (S-1/2). È come se proseguisse lungo il tratto in cui non subirebbe variazioni di rotta e, simultaneamente, anche in quello che gli sarebbe imposto dalla totale riflessione. [Tale fenomenica emerge pure per eventi dello stesso genere (con analoghi mezzi e sistemi quantici): fuori, e a prescindere, da qualsiasi apparato-contenitore.]

## Forma e essenziali disposizioni strumentali
Si visualizzi una semplice struttura quadrangolare con lati L uguali. Lati (da sinistra verso destra) con i punti angolari: ABCD. Le linee direzionali (delle traiettorie possibili), siglate con (dr), sono parallele a ogni L: LAB, LDC, LAD, LBC. Nell'esperimento la direzione (dr) dei percorsi ha la traiettoria costantemente orientata verso lo specchio semiriflettente(S-1/2), fissato all'ultimo angolo C.
Così l'insieme di L costituisce un circuito(c) che si sviluppa in due tracciati opposti spazialmente alternativi, ma con forma e misura uguali. La via ABC e quella ADC. All'interno di (c) sono preposti i suindicati quattro specchi: nell'angolo A un (S-1/2), in B e in D un (S) e infine un altro (S-1/2) in C. Così ogni specchio è diagonalmente opposto a uno del proprio medesimo tipo.
Fuori dal quadrato(c), in prossimità di A, un laser mira con traiettoria d'emissione verso LAB; all'altro estremo, e subito esterni a C, 2 rivelatori: Rx e Ry individuano la direzione (dr) d'un fotone f che esca dal quadrato. Rx sta sul prolungamento ideale di LDC, Ry su quello di LBC: perciò sono collocati a 90° uno rispetto all'altro.
In A, presso lo specchio(S-1/2), s'apre un canale d'ingresso, secondo la (dr) di f e presso l'altro (S-1/2), in C, c'è quello d'uscita: dove però f può indirizzarsi sia a Rx sia a Ry. Si noti che emittente laser e rivelatore Rx mirano (pur se oppostamente) sulla stessa traiettoria direzionale, definiamola (drx): in quanto LAB e LDC sono reciprocamente paralleli. Di conseguenza l'altro rivelatore(Ry) si trova in (dry), cioè in linea con LBC. Infine s'implica che qui ogni specchio qualora e quando rifletta f ne ruoti pure di 90° la (dr).

## Operazioni e responsi
Di seguito sono schematizzati svolgimenti e risultanze dei movimenti della particella f nell'intero tragitto interferometrico: somma delle due vie di (c) = ABC+ADC. Per economicità descrittiva stabiliamo che in ciascuno dei casi f venga emesso con direzione(drx), siglando l'insieme come f(drx), rispetto all'alternativa f(dry). Vicino all'uscita C si trova un osservatore esterno O, che interpreta i diversi esiti segnalati dai due rivelatori Rx e Ry. [Si elencano, di seguito, i casi essenziali aventi la certezza di realizzarsi nell'ambito di più test sperimentali finalizzati all'effetto suindicato e non le risultanze empiriche che in dettaglio nella sequenza di tali quattro prove necessariamente si otterrebbero consecutivamente.
S'inizia con il test (o osservazione sperimentale) fondamentale (e rappresentativo dei parametri quantici) per questa serie: essendo termine di paragone per quelle successive. [Qui il segno >> indica il moto delle traiettorie del singolo fotone f incontro a ogni punto; e f(drx), f(dry) sono le direzioni che esso segue o può seguire.

### Primo test
In ciascun tratto L del circuito(c), eccetto gli specchi in A B D C, non sono interposti altri oggetti: quindi (c) non è interrotto e ogni sua parte è equivalente all'altra. Allora viene emesso f(drx) che entra nel circuito(c) passando per A; lì incidendo (S-1/2) il suo cammino si biforca: sia risultando riflesso verso D incontro a (S), come f(dry) >> (S)D; sia risultando trasmesso attraverso (S-1/2) e incontro a (S)B: cioè f(drx) >> (S)B. Poi f(dry) riflesso e deviato da (S)D ridiventa f(drx) e va come f(drx) >> (S-1/2)C; mentre f(drx) riflesso da (S)C devia come f(dry) >> (S-1/2)C. Di conseguenza f(drx) e f(dry) si congiungono in (S-1/2)C: e qui f lo attraversa (risultando trasmesso con identica traiettoria di quando fu emesso). Così f esce come f(drx) >> Rx: e coerentemente Rx lo segnala. L'esito di tale stato finale è "vincolato" essendo determinato dalla meccanica dei quanti.
L'osservatore O, che ignorava la (dr) d'emissione, qualora sappia che (c) non è interrotto, ora deduce giustamente che a qualsiasi distanza spaziale (anche astronomica) si trovi l'emittente e la rispettiva entrata A: f fu emesso con direzione(drx). Si noti che questa deduzione non sarebbe ottenibile nella dinamica classica: per essa il singolo f andrebbe sempre e solo in una delle vie disponibili e imboccando l'uscita (S-1/2)C acquisirebbe una o l'altra (dr) facendo scattare imprevedibilmente Rx o Ry, e lasciando O disinformato sullo stato iniziale di f. Si rammenta che si è scelto che tale emissione: (drx) >> A, sia la stessa in tutte le prove qui e di seguito elencate.

### Secondo test
Nel tratto LAB di (c) è inserito un corpo (b!). Adesso O sa di f(drx), ma riguardo a (b!) sa solo che esso può esser stato collocato: dovrà capire dai rivelatori Rx e Ry se ciò è vero o no. Però ora le vie di (c) non sono equipollenti, in una essendovi interposto (b!): che quindi assume il ruolo affine a un marcatore del passaggio probabile di f(drx).
Dunque f(drx) entra in A e ora in (S-1/2) vale una sola opzione casuale per f. Accade che f(drx) è riflesso da (S-1/2)A, cambiando in f(dry) >> (S)D; poi da (S)D devia come f(drx) >> (S-1/2)C. Però qui non giunge più l'altro f(dry), adesso inesistente, perciò l'opzione tra riflessione angolare o proseguimento lineare oltre (S-1/2)C non è più "vincolata"; e succede che f casualmente non sia riflesso e attraversi (S-1/2) proseguendo come f(drx) >> Rx: quindi Rx lo segnala come nel primo test. Ma O non inferisce alcunché, consapevole che adesso il segnale può indicare che (b!) non è presente in (c) ma pure che ad aver nuovamente trasmesso f in Rx sia stata solo la mera (e classica) eventualità. [In qualunque tratto L di (c) stia (b!) questo responso varrebbe ugualmente.]

### Terzo test
La situazione di partenza è simile a quella appena descritta, compreso l'elemento (b!); ma in questo contesto f(drx) entrando nel (c) da (S-1/2) imbocca la via nel cui tracciato si trova (b!), il quale così tronca il percorso bloccando f e interrompendo la continuazione del processo. Per cui O, se né Rx e né Ry danno segnali, capisce che in (c) è collocato (b!). Ma tale dato è associato all'interazione tangibile di f con (b!). Allora l'esito della prova, benché utile, è lo stesso d'ogni analogo processo esplicabile classicamente e non quantisticamente.

### Quarto test
Si riparte dalla stessa modalità del secondo test, con (b!) nel tratto LAB, e ancora con f(drx) che in (S-1/2)A è riflesso. Dunque: da quel punto diventa f(dry) >> (S)D e da qui f(drx) >> (S-1/2)C; però qui casualità vuole che f(drx) non oltrepassi (S-1/2)C (come nel secondo test) ma stavolta ne sia riflesso; allora deviando esce come f(dry) >> Ry: e Ry manda il relativo segnale.
Così si compie l'atteso effetto "Elitzur-Vaidman". infatti O, constatata la (dr) d'uscita di f, valuta che essa può verificarsi solo se qualche parte di (c) contiene (b!), altrimenti la regola quantica predice l'uscita vincolata f(drx) verso Rx. Per cui questo dato sulla presenza di (b!) è portato da f  >> (Ry) senza nessuna sua o altra interazione precedente con (b!): il fotone per tutto il percorso è rimasto separato dall'ostacolo in LAB, altrimenti nemmeno avrebbe potuto uscire dal circuito. Ergo, l'osservatore ha avuto facoltà d'inferire tale condizione interna di (c) solo mediante comparazione fra il relativo modello quantomeccanico, convalidato dal primo fondamentale test della serie, e quest'ultimo tentativo empirico.

## Conclusioni
Sono progettabili apparati strumentali più complessi del tipo qui presentato, che è esposto solo com'esempio delle linee essenziali dell'idea. A seconda di come son disposti meccanismi e mezzi ottici, quali ruotatori di polarizzazione, e specchi con varie capacità riflessive e inclinazioni, si può aggiungere all'apparato interferometrico maggior o minor grado d'efficienza e soddisfare obbiettivi applicativi di vario uso. Anton Zeilinger, come lui stesso informa, con altri colleghi ne costruì il primo modello funzionante, in una forma però non del tutto uguale a quella proposta dai suoi ideatori. Una sua evoluzione concettuale è rappresentata dal risonatore monolitico: un solido esagonale trasparente, con due prismi alla base, e in grado d'intrappolare luce per qualche tempo al suo interno; il quale aumenta l'efficienza evidenziatrice d'elementi ivi interposti, sfruttando più a fondo le proprietà ottico/quantistiche dei fotoni. Altro modo, che introduce qualche complicazione nel meccanismo, ma incrementa molto la capacità rivelatrice suddetta, si può realizzare sommando all'effetto qui presentato quello denominato effetto Zenone il quale ottimizza il postulato di proiezione quantistico.
Come visto l'effetto (Elitzur-Vaidman) riduce quantità e tempo dell'incidenza dei fattori quantici impiegati in qualità di sonda di rilevamento; perciò la sua applicazione pratica è adatta a misurazioni richiedenti il minor possibile impatto da radiazioni. Un suo importante uso (ancora non costruibile e in fase di solo prefigurazione) in campo medico potrebbe riguardare l'irraggiamento x per esplorazioni diagnostiche; e in ogni ricerca dov'è prioritario diminuire l'esposizione analizzatrice di materia facilmente deteriorabile (è del 2001 la progettazione d'un apparecchio elaborata allo scopo da A. Kent e D. Wallace). Un esperimento mentale quale esempio applicativo è mostrato da Gian Carlo Ghirardi a conclusione del saggio "Un'occhiata alle carte di Dio": qui il bersaglio, di cui dev'esser testata la presenza su un certo numero di lastre di vetro (inseribili nell'interferometro Mach-Zehender), è un'ipotetica sostanza fotosensibile non più ulteriormente utilizzabile dopo anche una minima incidenza luminosa.
Poiché il comportamento quantistico, chiaramente riscontrabile, non dipende dalla natura fisica degli osservabili (finora non risultano discriminanti in tal senso) ma eventualmente da loro quantità e dimensione misurabile: lo stesso criterio provato con la luce può realizzarsi anche con altri generi di particelle quantistiche, purché con adattamento sperimentale tecnicamente adeguato agli scopi scelti.

## Argomenti correlati
Accenniamo a una tipologia sperimentale che può condursi con predisposizione interferometrica simile a quella su rappresentata, applicando una procedura solo limitatamente diversa da quella usata per l'effetto Elitzur-Vaidman; evidenziando un altro fenomeno esclusivo quantomeccanico, incontemplabile nell'impianto teorico classico. Ovvero la possibilità d'annullare l'espressione attesa dell'evoluzione d'un sistema (se esso non è ancora verificato e definito osservativamente), quando il tempo calcolato del suo processo è già scaduto. Questo può realizzarsi mediante un'operazione detta "cancellazione quantistica"; la quale impedendo di riconoscere (con osservazioni esterne) le dinamiche già presuntivamente realizzatesi con modifica di proprietà dell'oggetto esaminato, in quanto sottoposto all'influenza interna dell'apparato, n'elimina le conseguenze fisiche misurabili: come non mai avveratesi.
Consideriamo un circuito (c) uguale (oppure analogo) a quello su descritto, ma in cui però (ad es. nel tratto LAB) è situato un indicatore che lascia sempre proseguire la particella f fin oltre l'uscita C, dove son pronti a captarlo uno o l'altro rivelatore/segnalatore finale. Come già spiegato la presenza dell'indicatore rendendo distinguibile un percorso di f, rompe la correlazione simultanea fra le due vie a esso disponibili: rendendo impossibile predire la segnalazione di Rx (o di rivelatore analogo) come avveniva nel primo test (come sopra illustrato); ciò di conseguenza attiverà casualmente/alternativamente o l'uno o l'altro dei rivelatori. Ora si stabilisca che tale strumento interposto possa ruotare (di qualche grado) la polarizzazione dei fotoni, così che l'indicazione sul passo di f dipenda appunto da quest'influenza subita: diversamente tale via resterebbe indistinta col risultato segnaletico ben previsto. Ora il meccanismo è preparato affinché il fotone concluda la corsa imprevedibilmente o in Rx o in Ry: e l'osservatore non noti alcun ordine predeterminabile. Ciò avverrà sia che f attraversi il polarizzatore sia che no, poiché l'interposto strumento fa da discrimine tra una via e l'altra, causando il rientro del processo nella casisistica classica. Ma, all'inizio d'una successiva serie di test, si collochi all'ingresso di ciascun rivelatore un secondo strumento in grado d'annullare o anche solo confondere/mescolare (sì che non sia più riconoscibile) la polarizzazione operata da quello precedente interno a (c): rendendo inutilizzabile la "marcatura" dei probabili passaggi di f. Secondo strumento la cui posizione terminale deve implicare che a quel punto il tragitto sia già cronometricamente compiuto e in condizioni che f non riesca più a svoltare immettendosi nel rivelatore alternativo. Questo espediente nega empiricamente all'osservazione d'individuare il percorso (c) usufruito dal fotone: pur presumendo che nel mentre f abbia già risentito della relativa azione strumentale. Allora è assodato che tale ultimo intervento, come se cancellasse il passato in cui lo stato precedente venne assunto dall'oggetto quantico, ottiene che (all'uscita di f) torni a trasmettere il segnale solo: il rivelatore "vincolato" alla predetta regola fondamentale, espressa dall'esito sopra descritto, nel primo test dell'effetto Elitzur-Vaidman.